# Kavadar
Kavadar (en serbe cyrillique : Кавадар) est un village de Serbie situé dans la municipalité de Rekovac, district de Pomoravlje. Au recensement de 2011, il comptait 359 habitants.

## Démographie

### Évolution historique de la population
| 1948  | 1953  | 1961 | 1971 | 1981 | 1991 | 2002 | 2011 |
| ----- | ----- | ---- | ---- | ---- | ---- | ---- | ---- |
| 1 069 | 1 050 | 856  | 742  | 633  | 541  | 456  | 359  |

|  |